# Housse (Blegny)
Pour les articles homonymes, voir Housse.
Housse est une section de la commune belge de Blegny située en Région wallonne dans la province de Liège situé sur une crête entre les vallées de la Julienne et du Bolland à une altitude de 164 mètres. 
C'était une commune à part entière avant la fusion des communes de 1977. Housse faisait partie du comté de Dalhem. 

## Démographie
- Sources : INS, Rem. : 1831 jusqu'en 1970 = recensements, 1976 = nombre d'habitants au 31 décembre.

## Histoire

### Ferme-château de Housse
Depuis 1274, l'Abbaye du Val-Dieu acquiert cette possession jusqu'au milieu du XVIIe siècle. En 1672 les droits seigneuriaux furent accordés par le roi d'Espagne aux seigneurs du manoir de Housse. Les biens de le ferme-château sont octroyés par le roi d'Espagne aux Frongteau en 1672 et, à la suite d’héritages, la Seigneurie passe à la Famille de Woelmont et ce fut les Haultepenne qui les conserveront jusqu'à la Révolution française,. De cet important ensemble architectural, il ne subsiste plus que la ferme ; le château délabré qui s'élevait au sud, sur la gauche de la ferme, est détruit en 1827. La famille Florkin s'y installe en 1927 avec un cheptel de bovins.

## Patrimoine et culture

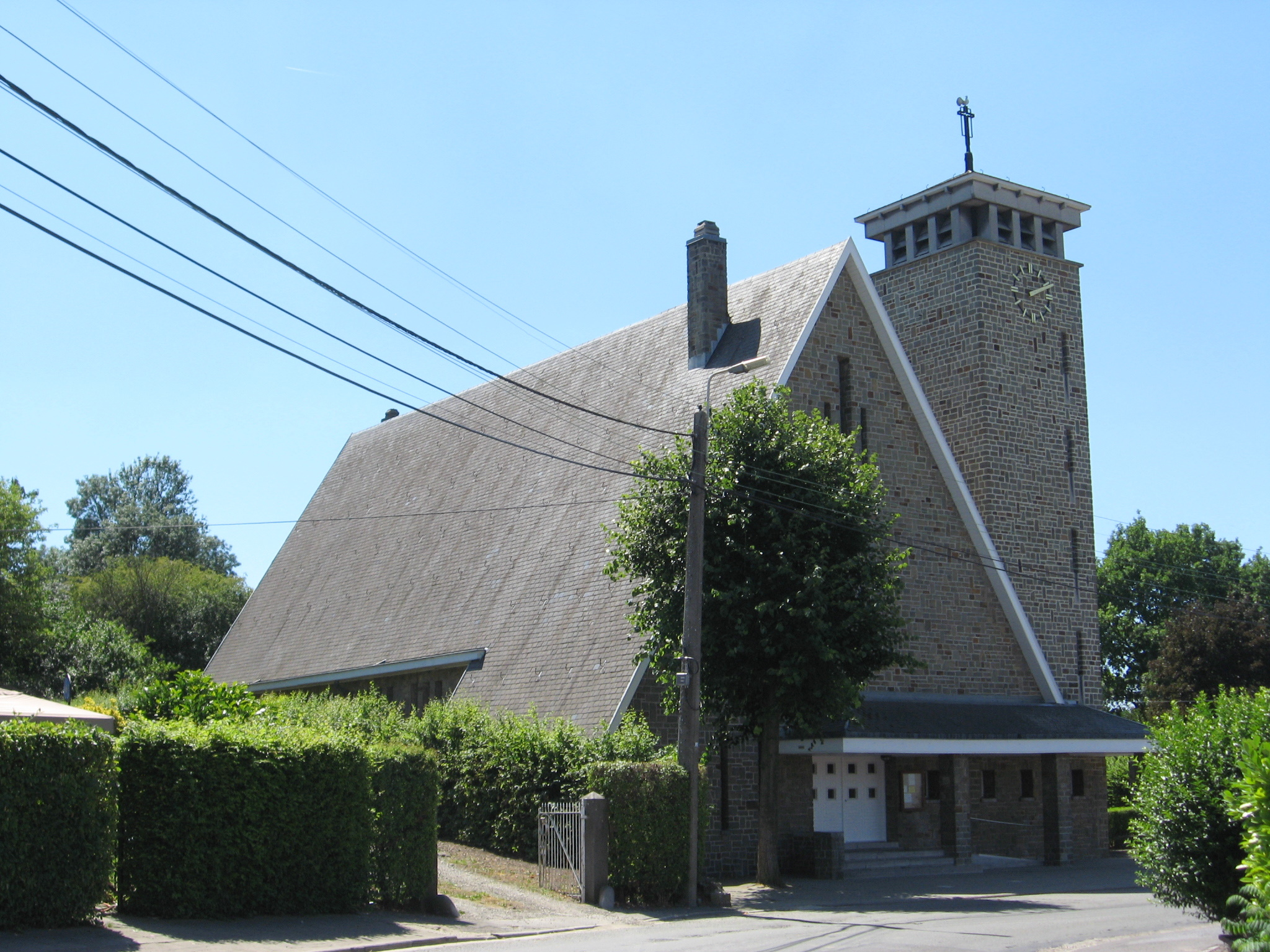
L'église Saint-Jean Baptiste.

## Personnalités liées à Housse
- Toussaint Fafchamps (1783-1868), né à Housse, ingénieur.
- François Maréchal (1861-1945), né à Housse, graveur.
- Jean Florkin (1911-1991) est un chansonnier satirique et paysan du village, pionnier de l'agriculture biologique en Belgique. Il exploitait la ferme-château de Housse[3],[1]. L'homme pratiquait des échanges de graines avec des agriculteurs d’Amérique centrale grâce à la Casa Nicaragua, association située à Liège.  Il a replanté des arbres fruitiers typiques du Pays de Herve jusqu'à la fin de sa vie, avant que l’on parle de vergers conservatoires[4].
- Nicolas Donnay (1926-1988), poète wallon[5].
- Eric Seret (1962-…), 7e au championnat mondial d'œnologie en octobre 2023.

#### Histoire
- Comté de Dalhem
- Duché de Limbourg

#### Géographie
- Pays de Herve
- Entre-Vesdre-et-Meuse